# Val d'Isère Skiing and Snowboarding
Val d'Isère Skiing and Snowboarding is een computerspel dat werd ontwikkeld door Virtual Studio en uitgebracht door Atari Corporation.
Het spel kwam in 1994 uit voor het platform Atari Jaguar. Dit spel is een ski en snowboard spel dat zich volledig afspeelt in het Franse skiresort Val-d'Isère. Het spel kent drie evenementen: downhill, slalom en reuze-slalom. Ook kent het spel drie modi: vrije stijl, training en wedstrijd.

## Ontvangst
| Beoordeeld door                      | Datum           | Score |
| ------------------------------------ | --------------- | ----- |
| GamePro (USA)                        | maart 1995      | 90%   |
| GameFan Magazine                     | januari 1995    | 86%   |
| neXGam                               | 2006            | 83%   |
| Video Games & Computer Entertainment | februari 1995   | 80%   |
| ST-Computer                          | april 1995      | 80%   |
| The Video Game Critic                | 8 maart 2008    | 50%   |
| Just Games Retro                     | 16 januari 2012 | 50%   |